# Baron Wolverton

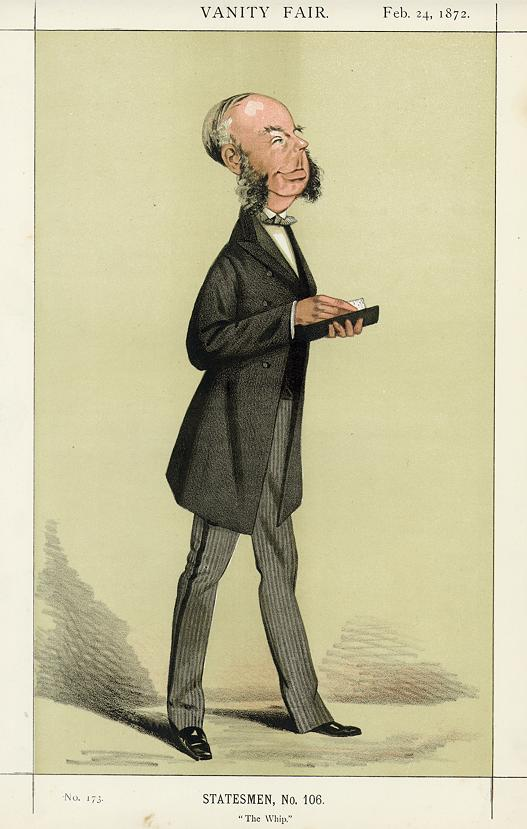
George Glyn, 2. Baron Wolverton in einer Karikatur der Zeitschrift Vanity Fair vom 24. Februar 1872

Baron Wolverton, of Wolverton in the County of Buckingham, ist ein erblicher britischer Adelstitel in der Peerage of the United Kingdom.
Der Titel wurde am 14. Dezember 1869 für den Politiker und Bankier George Carr Glyn geschaffen, der mehr als zwanzig Jahre lang Abgeordneter für Kendal im House of Commons war. Dessen Sohn George Grenfell Glyn war ebenfalls 16 Jahre lang Mitglied des Unterhauses sowie sowohl Paymaster General als auch Postmaster General und wurde 1873 Privy Councillor. Ferner war Frederick Glyn, 4. Baron Wolverton zeitweise Vice-Chamberlain of the Household und damit Vertreter des Lord Chamberlain of the Household.

## Liste der Barone Wolverton (1869)
Bisherige Titelinhaber waren:
- George Carr Glyn, 1. Baron Wolverton (1797–1873)
- George Grenfell Glyn, 2. Baron Wolverton (1824–1887)
- Henry Richard Glyn, 3. Baron Wolverton (1861–1886) (Neffe des 2. Baron)
- Frederick Glyn, 4. Baron Wolverton (1864–1932) (Bruder des 3. Baron)
- Nigel Reginald Victor Glyn, 5. Baron Wolverton (1904–1986)
- John Patrick Riversdale Glyn, 6. Baron Wolverton (1913–1988) (Cousin zweiten Grades)
- Christopher Richard Glyn, 7. Baron Wolverton (1938–2011)
- Miles John Glyn, 8. Baron Wolverton (* 1966) (Neffe des 7. Baron)

Da der aktuelle Titelinhaber bislang keine männlichen Nachkommen hat, ist sein Halbbruder Jonathan Glyn (* 1990) voraussichtlicher Titelerbe (Heir Presumptive).